# Alex Waller
Alexander Marshall Waller (Kettering, 14 febbraio 1990) è un rugbista internazionale per l'Inghilterra, pilone del Northampton.

## Biografia
Originario del Northamptonshire, Waller è cresciuto nelle giovanili del Northampton, club con cui è divenuto professionista nel 2009 debuttando contro l'Ospreys in Coppa Anglo-Gallese, primo trofeo vinto per il club a fine stagione.
Nel 2014 fu tra i protagonisti dell'accoppiata campionato-coppa, contribuendo alla vittoria nella Challenge Cup e, in maniera più incisiva, in quello della Premiership tramite la marcatura della meta decisiva per la vittoria della finale.
Presenza regolare nella squadra, la sua continuità lo portò, nel 2015, a essere il primo giocatore a disputare 100 incontri consecutivi di Premiership.
Al 2023 Waller è il decimo giocatore del club per presenze totali in prima squadra con oltre 350, nonché il primo dell'era professionistica e tra quelli ancora in attività; inoltre, con 256 incontri, è in assoluto il terzo giocatore in attività per presenze in Premiership e l'ottavo considerando anche quelli ritirati.
In ambito internazionale, non ha mai rappresentato l'Inghilterra a livello di squadra maggiore, ma ha disputato alcuni incontri per l'Inghilterra A nel 2014.

## Palmarès
- Premiership: 2
Northampton: 2013-14, 2023-24
- Challenge Cup: 1
Northampton: 2013-14
- Coppe Anglo-Gallesi: 1
Northampton: 2009-10